# António Mendonça
António Augusto da Ascenção Mendonça (Cascais, Estoril, 18 de maio de 1954) é um professor universitário e político português, tendo sido o Ministro das Obras Públicas, Transportes e Comunicações do XVIII Governo Constitucional de Portugal.

## Biografia
É licenciado em Economia pelo Instituto Superior de Economia (actual ISEG) em 1976, doutorando-se em Economia no mesmo instituto em 1987, também exerce a actividade de professor associado do departamento de Economia do ISEG. António Mendonça, tem interesse académico em áreas como a teoria económica, a economia internacional e a economia financeira internacional. É ainda presidente do CEDIN - Centro de Estudos de Economia Europeia e Internacional do ISEG e coordenador científico do mestrado e do curso de Pós-graduação em Estudos Europeus.
Além da carreira universitária em Portugal, tem uma vasta experiência universitária no exterior, tendo sido professor convidado da Faculdade de Direito, de Economia e Gestão da Universidade de Orléans, em França, da Universidade Federal Fluminense e da Universidade Federal da Paraíba, no Brasil.
Foi nomeado Ministro das Obras Públicas, Transportes e Comunicações do XVIII Governo Constitucional de Portugal, em Outubro de 2009, exercendo o cargo até Junho de 2011. No âmbito do processo das parcerias público-privadas (PPP) rodoviárias, no qual se investiga um alegado prejuízo para o Estado resultante das negociações dos contratos das subconcessões do setor rodoviário, ocorridas entre 2009 e 2010, António Mendonça, o seu antecessor, Mário Lino, e o então ministro das Finanças, Fernando Teixeira dos Santos, conseguiram, em dezembro de 2021, evitar a acusação pelos crimes de corrupção passiva, tráfico de influência e participação económica em negócio, uma vez que o Ministério Público alegou a prescrição dos crimes para não pronunciar os três antigos ministros, sendo apenas pronunciados outros três arguidos: Paulo Campos, então secretário de Estado das Obras Públicas, Carlos Costa Pina, então secretário de Estado do Tesouro, e Rui Manteigas, então administrador da Estradas de Portugal. Em junho de 2022, o Automóvel Club de Portugal requereu abertura de instrução no âmbito deste processo, solicitando que Mário Lino, António Mendonça e Teixeira dos Santos sejam levados a julgamento, por existir uma cadeia hierárquica no processo de negociação das PPP rodoviárias, pelo que Mário Lino, António Mendonça e Teixeira dos Santos continuam arguidos neste processo.
Em dezembro de 2021, foi eleito bastonário da Ordem dos Economistas para o mandato 2022-2025.